# Microserica vittigera
Microserica vittigera är en skalbaggsart som beskrevs av Blanchard 1850. Microserica vittigera ingår i släktet Microserica och familjen Melolonthidae. Inga underarter finns listade i Catalogue of Life.